# Gargantuavis
Gargantuavis ("gargantuanský/obří pták") byl velký nelétavý pták, žijící v období svrchní křídy (asi před 70 miliony let) na území dnešní jižní Francie a nejspíš i Rumunska. Dosahoval zřejmě hmotnosti kolem 190 kilogramů. Jeho objev byl překvapením, protože se dlouho nepředpokládalo, že by v době dinosaurů mohli žít velcí suchozemští ptáci. Je možné, že Gargantuavis byl ekologickou obdobou dnešních nelétavých běžců (pštrosů, emu, kasuárů apod.).

## Objev a popis
Jediným známým druhem je G. philoinos, popsaný francouzskými paleontology v roce 1998. Byl popsán na základě pouhých čtyř kostí – synsakra (srostlé obratle nad kyčlemi), částí kyčelní kosti a části stehenní kosti. Další synsakrum, které snad mohlo také patřit tomuto druhu, bylo popsáno roku 1995. V roce 2019 byla stanovena nová čeleď bazálních ornituromorfů Gargantuaviidae. Nový výzkum fosilií z Rumunska ukázal, že Gargantuavis mohl být ve skutečnosti velmi primitivním zástupcem kladu Avialae, příbuzným druhu Elopteryx nopcsai a dokonce i teropodovi druhu Balaur bondoc. Autoři původní studie však s tímto závěrem nesouhlasí.
Podobné fosilie, patřící patrně rovněž rodu Gargantuavis, známe například také z území Španělska.